# Наум Балев
Наум Стефанов Балев е български просветен деец от Македония и дарител.

## Биография
Роден е в Охрид, Османската империя на 6 юни 1866 година. Брат е на Димитър Балев.
След смъртта на баща им семейството се изселва във Видин, Княжество България. Завършва с отличие Ломската реална гимназия. С държавна стипендия постъпва в Мюнхенската политехника. В 1889 година завършва химия и технологии в Мюнхенския университет.
Връща се в България и преподава в земеделското средно училище в Образцов чифлик (Русенско), Техническото средно училище в Княжево, Видинската гимназия и прогимназия, Ломското педагогическо училище и отново във Видин. Напуска по болест през 1914 година.
Умира във Видин в 1925 година. Преди смъртта си в 1925 година Балев прави завещание. В него оставя на Втора видинска смесена прогимназия 10 000 лева, с които се образува фонд на негово име за подпомагане на бедни ученици.